# Porcelæn
Porcelæn er et keramisk produkt af kaolin, kvarts og feldspat, formet, tørret og derefter brændt ved 900-1600 °C. Hvidt teknisk porcelæn har en gennemsigtig, ikke-porøs skærv og er meget syre- og alkalibestandigt, stærkt isolerende og trykfast, men er ikke stødsikkert. Porcelænskunst opstod i Kina i 7. århundrede, og under Ming-dynastiet (1368-1644) blev kinesisk porcelæn en stor eksportvare. Ca. 1600 opstod der efter kinesisk forbillede en porcelænsindustri i Japan, og i det 18. århundrede eksporteredes "ostindisk" porcelæn til hele verden gennem de østasiatiske kompagnier.
I Danmark åbnedes Den Kongelige Porcelænsfabrik i 1775 som en tidlig porcelænsfabrik i Europa. 